# دریاچه چینی
دریاچه چینی (به لاتین: Chini Lake) یک دریاچه در مالزی است که در Pekan District, Pahang واقع شده‌است.